# Зеки Амдуни
Зеки Амдуни (фр. Mohamed Zeki Amdouni) је швајцарски професионални фудбалер који игра на позицијама нападачког везног или класичног нападача за Бенфику као позајмљени играч Бернлија и за репрезентацију Швајцарске.

## Играчка каријера

### Клубови
Амдоуни је омладински производ швајцарских клубова Сервете, Мерана и Етоал Каружа. Каријеру је започео у Етоал Ружу, играјући у 1. лиги, четвртом нивоу система швајцарских фудбалских лига, пре него што је прешао у фудбалски клуб Стад Лозана у Швајцарској лиги изазова 2019. године. Дана 9. јуна 2021. прешао је у Лозану-Спорт у екипу која је играла у швајцарској Супер лиги. Професионално је дебитовао у Лозана-Спорту у поразу од 2:1 у швајцарској Суперлиги против ФК Сент Галена 24. јула 2021. године. На крају сезоне 2021–22, Лозана-Спорт је испала из лиге, а тада је Амдуни био најбољи стрелац тима са 12 голова.
Дана 24. јуна 2022, Амдуни се придружио првом тиму Базела за сезону 2022–23. под вођством главног тренера Александра Фреја, потписавши двогодишњу позајмицу са опцијом да клуб може откупити. Након што је играо у две пробне утакмице, од којих је у свакој постигао гол, Амдуни је дебитовао у домаћем првенству за свој нови клуб на гостовању на стадиону Шуценвизе, 16. јула 2022. године, када је Базел ремизирао 1–1 са Винтертуром. Одиграо је своју прву европску утакмицу у другом колу квалификација УЕФА Лиге Европе конференција 21. јула, била је т утакмица на домаћем терену на Ст. Јакоб-Парку када је Базел победио са 2-0 против северноирског тима Крусејдерс. Амдуни је постигао свој први гол за клуб 28. августа на гостовању у Лецигрунду против Цириха када је Базел победио са 4–2.
Базел је групну фазу Конференцијске лиге завршио на другој позицији и пласирао се у нокаут рунду. Ту је Амдуми показао свој голгетерски њух, са седам голова у осам утакмица, када је Базел догурао до полуфинала, где су изгубили од Фјорентине после продужетака у реваншу.  Ових седам голова учинили су Амдунија најбољим стрелцем такмичења заједно са Артуром Кабралом из Фјорентине. Дана 2. маја 2023. активирана је опција Базела да купи играча, а Амдуни је потписао четворогодишњи уговор.  Дана 17. јула 2023, Базел је објавио да иако се Амдуни трајно придружио клубу, он је у преговорима о преласку у други тим и два дана касније напустио је клуб.
Током једне сезоне проведене у Базелу Амдуни је одиграо укупно 58 утакмица и постигао укупно 25 голова. Од тога су 32 утакмице биле у Суперлиги Швајцарске, три у Купу Швајцарске, 17 у Конференцијској лиги УЕФА Европе, а шест је било пријатељских утакмица. Постигао је 12 голова у домаћој лиги, три у купу, седам у европским утакмицама, а остала три су постигнута у тест утакмицама.
Дана 19. јула 2023., Амдуни је потписао петогодишњи уговор за новопромовисаним премијерлигашким клубом Бернлијем, за непознати изнис трансфера.

### Репрезентација
Амдуни је рођен у Швајцарској од оца Турчина и мајке Тунижанке. Представљао је Швајцарску У20, пре него што је у мају 2019. прешао да представља Турску У21. Истог месеца, поново је прешао у Швајцарску У21.
Да игра за сениорски тим Швајцарске позван је за утакмице УЕФА Лиге нација 2022–23. које су биле против Чешке, Португалије и Шпаније у јуну 2022. године. Дебитовао је 27. септембра 2022. у утакмици Лиге нација против Чешке Републике, заменивши Рубена Варгаса у 79. минуту.
Дана 25. марта 2023. Амдуни је постигао свој први међународни гол против Белорусије, пошто је Швајцарска победила са 5-0 у квалификационој утакмици за Европско првенство 2024. године. Био је у стартној постави против Израела три дана касније, постигавши други гол у победи од 3-0. Завршио је квалификациону кампању за европско првенство са шест голова из десет наступа, постигавши победнички гол у победи од 2-1 на гостовању у Андори, оба гола ремија 2-2 код куће против Румуније и изједначење у 90. минуту на 3-3 жреб у Белорусији.
Дана 7. јуна 2024. Амдуни је именован у швајцарски тим за финале УЕФА Европског првенства 2024. у Немачкој. Појавио се као замена у првом мечу тима, заменивши првог стрелца Квадвоа Дуау у 68. минуту победе над Мађарском у Келну од 3–1.